# Niña Ecuador
Niña Ecuador es un certamen infantil fundado por César Montecé en 1991.

## Ganadoras
| Año  | Niña Ecuador                          | Provincia     | Sede del Evento    |
| ---- | ------------------------------------- | ------------- | ------------------ |
| 2024 | Ana Laura Cobo Cedeño                 | Manabí        | Guayaquil, Ecuador |
| 2022 | Saskya Isabella García Álava          | Manabí        | Guayaquil, Ecuador |
| 2020 | Skarleth Lara Posligua                | Santo Domingo | Guayaquil, Ecuador |
| 2019 | Francisca Anahí Núñez Cagua           | Santo Domingo | Guayaquil, Ecuador |
| 2016 | Dayana Nicole Portilla Ullauri        | Guayas        | Guayaquil, Ecuador |
| 2015 | Stephanie Rendón Rugel                | Guayas        | Guayaquil, Ecuador |
| 2014 | Evelyn Vanessa Thompson Zambrano      | Guayas        | Guayaquil, Ecuador |
| 2012 | Ramonita Trinidad Carreño Carranza    | Manabí        | Guayaquil, Ecuador |
| 2010 | Milena Fernanda Cimera Corral         | Manabí        | Guayaquil, Ecuador |
| 2008 | María Fernanda Espinales Intriago     | Manabí        | Guayaquil, Ecuador |
| 2003 | Connie Maily Jiménez Romero           | Los Ríos      | Guayaquil, Ecuador |
| 2002 | María de los Ángeles Jaramillo Ludeña | Loja          | Guayaquil, Ecuador |
| 1997 | Jessica Anabel Núñez Hernández        | Guayas        | Guayaquil, Ecuador |
| 1992 | Liliana Elvira Abarca Toala           | Guayas        | Guayaquil, Ecuador |
| 1991 | Cristina Oviedo Abarca                | Guayas        | Guayaquil, Ecuador |

## Concursantes Notables
- María de los Ángeles Jaramillo Ludeña, 'Niña Ecuador' 2002[11][12] fue candidata a Miss Ecuador 2014.[13][14]
- Connie Jiménez, 'Niña Ecuador' 2003,[15][16] ganó el Miss Ecuador 2016[17][18] y representó a Ecuador en Miss Universo 2016, en las Filipinas.[19]El 20 de agosto del 2022, fue designada por el presidente Guillermo Lasso como la Gobernadora de la Provincia de Los Ríos.[20][21]